# Galileo Cavallari Murat
Galileo Cavallari Murat (Comacchio, 1877 – Lanzo Torinese, 30 novembre 1947) è stato un pittore e scultore italiano.

## Biografia
Studiò alle Scuole Tecniche di Comacchio, quindi si perfezionò all'Accademia di belle arti di Bologna, grazie ad un sussidio finanziario concesso dall'Amministrazione provinciale di Ferrara.
Esordì come ritrattista: del 1898 è una sua immagine a sfumino della concittadina Ines Samaritani. Nel 1902, Cavallari Murat si occupò dei restauri alla cappella di Santa Filomena nel Duomo di Comacchio. Nel 1907, ormai trentenne, decise di trasferirsi a Chiavenna, dove insegnò disegno e calligrafia nelle scuole superiori.
In seguito si trasferì a Torino ma non troncò mai i rapporti con la provincia d'origine: nel 1914 infatti aderì ad una collettiva tenuta a Palazzo dei Diamanti e fu costantemente paesaggista di Comacchio e delle sue valli.
Negli anni venti e trenta fu autore di vedute di Torino e del Piemonte ma anche di nature morte, come documentano alcune opere collocate in collezioni private a Comacchio. Fu anche scultore e, nel 1945, eseguì il busto in marmo del partigiano Edgardo Fogli, collocato nella sala consiliare del Municipio di Comacchio: l'opera fu donata «dai Comacchiesi residenti a Torino», come recita la sottostante lapide.
Suo figlio, Augusto Cavallari Murat (Chiavenna 1911 - Torino 1989), si laureò in ingegneria al Politecnico di Torino; fu a lungo docente universitario e direttore, pubblicando numerosi volumi di carattere tecnico.